# Queens Park Rangers Football Club
Il Queens Park Rangers Football Club, spesso abbreviato con l'acronimo QPR, è un club calcistico inglese con sede nella città di Londra. Milita in Championship, la seconda divisione del campionato inglese; disputa le gare interne allo stadio Loftus Road di Shepherd's Bush.
Le rivalità più sentite sono quelle con il Chelsea e il Fulham, dal momento che tutte e tre le squadre provengono dal medesimo quartiere di Londra.

## Storia

### I primi anni
Non si conosce con precisione la data della fondazione della squadra. Lo stemma recita un chiaro 1882, ma è più facile ipotizzare che il team sia nato nel 1885 o nel 1886, a seguito della fusione tra St. Jude e Christchurch Rangers. Il reverendo Gordon Young, della chiesa di St. Jude, è accreditato del maggior merito di questa fusione, assieme a Jack McDonald che, dalla sua casa di West London, reclutò i ragazzi della locale Droop Street Board School.
Grandi meriti vengono anche attribuiti a George Wodehouse, la cui famiglia mantenne a lungo un rapporto di stretta collaborazione con il neonato club. Il nome di Queens Park Rangers venne adottato dal 1887, in quanto la maggior parte dei giocatori proveniva dal quartiere londinese noto come Queen's Park. Nel 1899 la squadra passò al professionismo, iscrivendosi alla Southern League. Nel 1908, pur vincendo la Southern League, non venne accettata nella Football League. Al suo posto venne preferito il Tottenham, giunto ottavo in Southern. Nel 1920 la squadra fu tra i membri fondatori della Third Division of the Football League, divenuta poi Third Division South a seguito della nascita della corrispettiva div III del nord, formata dai club settentrionali, mentre nel 1926 adottò gli attuali colori sociali, bianco e blu.

### La consacrazione
Nel campionato 1947-48 gli Hoops vinsero per la prima volta la Third Division South, ma dopo soli due campionati in seconda divisione retrocessero nuovamente in Third Division dove rimasero fino al 1966. Nonostante la categoria di appartenenza la squadra si impose all'attenzione dell'Inghilterra vincendo la Coppa di Lega, battendo in rimonta il più quotato West Bromwich nella finale unica di Wembley. Tale trofeo, prima vittoria di una coppa nazionale per una squadra di Third Division, è ancora oggi l'unico trofeo ufficiale vinto dalla squadra in quasi 132-134 anni di storia. In quello stesso anno la squadra otterrà la promozione in Second Division mentre l'anno successivo coglierà la prima promozione in First Division.

### L'epoca deimavericks
La prima stagione in massima serie del Queens Park Rangers fu tutt'altro che positiva: la squadra retrocesse ottenendo il record negativo dei punti totalizzati (18), rimasto "imbattuto" fino alla stagione 1984-85, quando lo Stoke City totalizzerà diciassette punti. La squadra tornerà in First Division al termine della stagione 1972-73 (che vedrà l'acquisto di Stan Bowles, futuro punto di cardine della squadra, in sostituzione di Rodney Marsh passato al Manchester City), classificandosi secondi alle spalle del Burnley. Nella stagione 1973-74, che vedrà i giocatori Phil Parkers e Stan Bowles convocati per la prima volta in nazionale, i Mavericks concluderanno all'ottavo posto, prendendosi la soddisfazione di battere l'allora pericolante Manchester Utd per 3-0 a Londra nell'ultimo incontro ufficiale di George Best con la maglia dei Red Devils (1º gennaio 1974) e realizzando il record di affluenza al Loftus Road nella partita contro il Leeds United del 27 aprile 1974 con 35 353 paganti.
Il campionato 1975-76 (durante la quale Gerry Francis venne nominato capitano della nazionale inglese e furono convocati anche Dave Clement e Don Masson) sarà invece la miglior stagione mai disputata dal Queens Park Rangers: grazie agli schemi di Dave Sexton che si rifanno all'allora in voga calcio totale, i Mavericks lotteranno fino all'ultima giornata per il titolo, perdendolo in favore del Liverpool, che riuscì in tredici minuti a segnare tre goal al Wolverhampton inizialmente passato in vantaggio. Il raggiungimento del secondo posto, miglior piazzamento della storia dei Rangers, permise alla squadra di qualificarsi per la prima volta ad una competizione europea, la Coppa UEFA, dove saranno eliminati ai quarti di finale dall'AEK Atene. Stan Bowles risulterà alla fine della stagione capocannoniere della manifestazione. L'epoca d'oro del Queens Park Rangers si concluse con la retrocessione nella stagione 1978-79.

### Gli anni ottanta e novanta
Nella prima stagione dopo la retrocessione, che vide l'addio di Stan Bowles, la squadra mancherà la promozione per una posizione. Nella stagione 1982-83 la squadra riuscì a risalire abbastanza agevolmente (concluderà il campionato con dieci punti di vantaggio sul Wolverhampton classificatosi secondo) in prima divisione, dove resterà fino al 1996, con piazzamenti attorno al decimo posto. Per la stagione 1986-87, il presidente Jim Gregory, fautore dell'ascesa della squadra dalla terza alla prima divisione, cedette la squadra a Marler Eastes, non prima di aver ingaggiato il portiere David Seaman e l'attaccante Les Ferdinand.
La presidenza Marler durò tuttavia poco tempo: il suo progetto di fondere il club con lo storico rivale Fulham provocò una sollevazione da parte dei tifosi che costrinse il presidente a dimettersi e a cedere la squadra a David Bulstrode, che nel 1989 passerà la mano a Kenny Sanson e David Bardsley. Come prima azione di mercato i due presidenti cederanno David Seaman all'Arsenal per un milione di sterline, ingaggiando in sua sostituzione il portiere della nazionale cecoslovacca Jan Stejskal. Membro fondatore della FA Premier League, il Queen's Park Rangers incominciò, a partire dalla stagione 1994-95, ad accusare problemi finanziari: alle molte cessioni, tra cui quella di Les Ferdinand al Newcastle Utd, non corrisposero adeguati ingaggi e così, nella stagione seguente, la squadra retrocesse e Richard Thompson, proprietario della squadra, cedette a Chris Wright, proprietario della Chrysalis Records.
Wright dette avvio ad una serie di operazioni finanziarie che dettero la possibilità ai tifosi di divenire azionisti. Alla fine della stagione Danni Dichio lasciò il club divenendo il primo giocatore della squadra ad avvalersi della legge Bosman (approdò alla Sampdoria), mentre nel frattempo la crisi economica si aggravò a causa di un crollo del titolo della azioni dovuto alle speculazioni borsistiche sulle notizie riguardanti il flop della pay-per-view.

### La crisi economica
La crisi economica della squadra si aggravò di anno in anno fino a toccare il proprio culmine nel 2001: dopo un buon inizio di campionato la squadra scivolò nelle parti basse della classifica suscitando il malcontento dei tifosi che, in seguito ad una sconfitta per 2-0 nel derby contro il Fulham, contestarono pesantemente Wright che, il 2 aprile 2001, mise la società in amministrazione controllata. A febbraio, dopo una sconfitta esterna per 5-0 contro il Preston North End, si dimise anche l'allenatore Gerry Francis in sostituzione di Ian Holloway che non riuscì ad evitare la retrocessione in Division Two.
Dopo un tentativo di fusione con il Wimbledon FC, anch'esso in crisi economica, la squadra fu rilevata da Nick Blackburn e riuscì a concludere il campionato nelle parti alte della classifica nonostante fossero stati svincolati sedici giocatori. Il Queens Park Rangers tornò infine in First Division alla fine della stagione 2003-04, grazie ad un secondo posto finale. Per la stagione successiva, che vide la First Division ribattezzata Football League Championship, la presidenza fu rilevata dall'italiano Gianni Paladini, il cui obiettivo di portare la squadra in massima divisione si scontrò con la mancanza di soci con la possibilità di ingenti investimenti. Al termine della stagione la squadra si salvò senza problemi, ma il malcontento dei tifosi crebbe, tanto che Paladini subì un attentato il 13 agosto 2005. La proprietà passò poco dopo ad Antonio Caliendo che entrò nella società nelle vesti di azionista di maggioranza, lasciando Paladini alla presidenza.

### L'era Ecclestone-Briatore
Durante la stagione 2007-08 la squadra fu rilevata da Flavio Briatore, all'epoca manager della scuderia automobilistica della Renault F1 e da Bernie Ecclestone patron della Formula 1, seguiti successivamente dal miliardario indiano Lakshmi Mittal, che promisero subito gli investimenti necessari per riportare la squadra in massima divisione. Intanto la squadra, che aveva cominciato male il campionato, affidata a Luigi De Canio, si salvò con largo anticipo sulla fine del campionato, grazie anche agli acquisti effettuati durante il mercato invernale.
A sostituire Luigi De Canio viene chiamato Iain Dowie ma la sua avventura alla guida della squadra dura solo da maggio ad ottobre, poi arriva l'esonero.
Dopo il licenziamento di Iain Dowie, la panchina è stata affidata temporaneamente al "caretaker manager" Gareth Ainsworth per poi essere assegnata a Paulo Sousa. Ma anche l'avventura dell'allenatore portoghese non è fortunata e solo dopo cinque mesi, il 9 aprile, anche Sousa viene esonerato e la squadra viene nuovamente affidata a Gareth Ainsworth fino al termine della stagione. Il 3 giugno la società annuncia il nome del nuovo allenatore: Jim Magilton.
Dopo un inizio di stagione altalenante che ha sempre comunque visto i QPR nella parte alta della classifica, il 9 dicembre il club annuncia la sospensione con conseguente indagine interna di Magilton sospettato di aver colpito con una testata il centrocampista ungherese Ákos Buzsáky negli spogliatoi del Vicarage Road Stadium di Watford al termine della partita tra i locali ed il QPR. La situazione si risolve tra il 16 dicembre, giorno in cui viene comunicato ufficialmente la separazione consensuale tra il club e Jim Magilton ed il 17 dicembre, giorno in cui viene annunciato il nome del nuovo allenatore: Paul Hart, anche se Hart rimane sulla panchina di Loftus Road solo 28 giorni. Le sue dimissioni arrivano infatti il 15 gennaio 2010. Al suo posto viene temporaneamente nominato il suo vice: Mick Harford, già primo 'allenatore traghettatore' dell'era Briatore, nell'ottobre 2007.
L'ennesimo cambio di allenatore, unito ad un crollo verticale dei risultati della squadra e ad una sempre maggiore contestazione dei tifosi, porta Flavio Briatore a rassegnare le dimissioni dal ruolo di presidente della società. Contemporaneamente a quell'annuncio, viene anche detto che la famiglia di Lakshmi Mittal aumenta la propria partecipazione nel pacchetto azionario del club, anche se Flavio Briatore e Bernie Ecclestone ne rimangono azionisti, e che come nuovo presidente della QPR Holding Ltd. viene nominato l'indiano Ishan Saksena, mentre l'italiano Gianni Paladini riassume il ruolo di Presidente dei QPR FC. Il primo atto della nuova dirigenza è quello di ingaggiare, quale nuovo allenatore, Neil Warnock, proveniente dal Crystal Palace.
Il QPR guidato da Warnock conclude il campionato al 13º posto, ottenendo la salvezza ben prima della fine del torneo.
Briatore avvia un processo di visual rebranding dei QPR. Si tratta di un'operazione potenzialmente rischiosa quanto a popolarità della nuova dirigenza, poiché tocca direttamente l'iconografia del fan club. Il logo viene arricchito di elementi grafici che - con la corona e la "cresta" che cinge il pittogramma - ricordano uno stemma nobiliare. Operazione complessa fu anche la sostituzione della mascotte. All'epoca era Jude The Cat, che nel nome ricorda le origini del club, nato dall'unione di St. Jude e Christchurch Rangers. Il gatto nero venne sostituito dalla tigre Spark, il cui nome era ottenuto dal frammento centrale dei QPR (queenSPARKrangers). Fu comunque necessario rappresentare in modo accettabile questo passaggio di testimone. A parte la compresenza frequente delle due mascotte, la dirigenza fece realizzare al reparto grafico un fumetto, rivolto ai più piccoli, nel quale Jude incontrava Spark in India, ne diventava amico e, quindi, lo portava con sé a Londra. Qui, di sua spontanea volontà, cedeva il proprio ruolo a Spark, mentre lui si dedicava a un meritato riposo.
Dopo l'era Ecclestone-Briatore, il logo cambierà nuovamente, mentre nelle comunicazioni ufficiali le mascotte saranno pressoché assenti. Da ottobre 2020 a ottobre 2021 Google indicizza, del sito ufficiale dei QPR, 5 pagine rispondenti alla ricerca "jude cat" e 0 a "spark tiger".

### Il ritorno in Premier League
La stagione 2010-2011 inizia benissimo per la formazione allenata da Warnock. La squadra, trascinata da un ottimo Adel Taarabt inanella ben 19 risultati utili consecutivi, a cavallo tra agosto e dicembre, prima di cadere sconfitta dal Watford.
Questo inizio di stagione, oltre a far cadere il record storico di risultati utili consecutivi del Club che resisteva dal 1947/48, permette ai QPR di conquistare la vetta della classifica da cui non scenderanno più praticamente per tutto l'arco del campionato (44 giornate su 46).
Il Campionato si conclude così con la vittoria finale dei QPR con 88 punti, frutto di 24 vittorie, 6 sconfitte e 16 pareggi, +39 di differenza reti, 25 "clean sheet" (partite senza subire reti), 71 gol fatti e solo 32 subiti (migliore difesa del campionato).
La vittoria finale del campionato 2010-2011, matematicamente ottenuta con una giornata di anticipo, viene però confermata dalla Football Association solo ad un'ora dall'inizio dell'ultima partita, al termine di una lunga indagine a cui la FA ha sottoposto i QPR ed i suoi dirigenti in merito a presunti illeciti amministrativi nell'acquisto del giocatore argentino Alejandro Faurlín nel 2009.
Dopo varie speculazioni di stampa, che ipotizzavano pesanti penalizzazioni in classifica (anche di 15 punti), l'indagine si è conclusa con una multa di 875 000 sterline e nessuna penalizzazione.
Dopo 15 anni di assenza, i Queens Park Rangers tornano in Premier League.

### L'era Fernandes
I QPR approdano in Premier League con il pacchetto di maggioranza ancora saldamente in mano a Bernie Ecclestone (con il 65%) e del suo socio Flavio Briatore (1%), mentre il pacchetto di minoranza è ancora in mano del magnate indiano Lakshmi Mittal.
Fin dall'inizio del pre-campionato, però, si inseguono voci in merito alla possibile cessione delle quote di maggioranza ad un nuovo proprietario. Lakshmi Mittal chiede di rilevare l'intero pacchetto di azioni, ma le trattative si arenano di fronte alla richiesta di Ecclestone: 100 milioni di sterline.
A questo punto però entra in scena il magnate malaysiano Tony Fernandes che il 18 agosto 2011 dopo una breve trattativa rileva l'intero pacchetto di azioni della coppia Ecclestone/Briatore divenendo così l'azionista di maggioranza del Club.
Contestualmente Fernandes, già azionista di riferimento della compagnia aerea AirAsia, della casa automobilistica Caterham e del Team Lotus di Formula 1, assume la carica di Presidente della Queens Park Rangers Holding Ltd. ed Amit Bathia, genero di Lakshmi Mittal riassume la carica di Vice Presidente, lasciata in precedenza a causa di attriti con i precedenti proprietari.
Dopo un inizio di stagione promettente, i QPR scivolano fino al limite della zona retrocessione ed il 10 gennaio 2012 l'allenatore Neil Warnock viene sostituito dal gallese Mark Hughes.
La squadra riesce a salvarsi proprio all'ultima giornata pur perdendo 3-2 sul campo del Manchester City per il contemporaneo pareggio del Bolton con lo Stoke City. A lungo in vantaggio tra la disperazione dei tifosi di casa (al City serve una vittoria per conquistare il titolo atteso da 44 anni) il QPR soccombe, non senza polemiche, subendo due reti al 92' e al 94'.
La stagione 2012-2013, nonostante fosse partita con grandi ambizioni ed una buona campagna acquisti, si è rivelata essere altamente negativa, con la squadra costantemente bloccata sul fondo della classifica per la durata di tutto il campionato e retrocessa già alla terzultima giornata, dopo un pareggio per 0-0 sul campo del Reading, anch'esso matematicamente condannato alla serie cadetta.
Nell'annata successiva la squadra di Harry Redknapp si piazza al quarto posto in Championship, qualificandosi quindi per i play-off. In semifinale gli Hoops hanno eliminato il Wigan (0-0 all'andata e 2-1 al ritorno), raggiungendo la finale contro il Derby County. Qui il QPR si è imposto per 1-0 grazie ad un gol di Bobby Zamora nel recupero, tornando così in Premier League dopo un solo anno.
Nella stagione 2014-2015 il QPR chiude il campionato all'ultimo posto con 30 punti, retrocedendo di nuovo in Championship. Ciò nonostante, il manager Chris Ramsey viene riconfermato anche per l'annata successiva. Nelle sei stagioni seguenti il club ha dei piazzamenti finali che vanno dal 9º al 19º posto.

### Il legame con le guardie della regina d'Inghilterra
Negli anni '50, nel pieno del periodo post-bellico, Londra stava attraversando un periodo di ricostruzione e rinascita. Il Queens Park Rangers (QPR), una squadra di calcio locale, stava cercando di ritagliarsi uno spazio nel cuore degli appassionati di calcio londinesi. Sebbene il club non fosse particolarmente famoso a livello nazionale, aveva un seguito fedele nella comunità locale.
Nel 1952, l'anno dell'incoronazione della regina Elisabetta II, una serie di eventi fortuiti legò il QPR alle guardie reali. Durante una parata celebrativa per l'incoronazione, un gruppo di giovani cadetti della Guardia Reale si ritrovò vicino allo stadio del QPR a Loftus Road. Affascinati dal fervore dei tifosi e dalla passione per il calcio, decisero di assistere a una partita.
La presenza dei cadetti in uniforme attirò l'attenzione dei media locali, che immortalò l'evento con fotografie che finirono sulle prime pagine dei giornali londinesi. Questa inattesa pubblicità fece sì che sempre più membri della Guardia Reale iniziassero a frequentare le partite del QPR nei loro momenti di svago. Il club, colpito dal sostegno, decise di offrire biglietti gratuiti ai membri della Guardia Reale, instaurando così una tradizione di supporto reciproco.
Nel corso degli anni '60, questo legame si rafforzò ulteriormente. Il comandante della Guardia Reale, un fervente tifoso di calcio, decise di rendere il QPR la "squadra ufficiosa" della Guardia. Questa associazione, sebbene non ufficialmente riconosciuta dalla monarchia, divenne una sorta di segreto noto tra i membri della Guardia e i tifosi del QPR.
Quando nel 1967 il QPR vinse la Coppa di Lega, si racconta che una rappresentanza della Guardia Reale partecipò alle celebrazioni, portando con sé la Coppa fino al Buckingham Palace per una foto simbolica, che rimase nel folklore del club.
Nonostante l'entusiasmo e il sostegno morale, le guardie reali non vollero mai finanziare apertamente la squadra. Questa decisione era basata sul desiderio di mantenere una separazione chiara tra le istituzioni della monarchia e le attività sportive, per evitare qualsiasi possibile controversia o percezione di favoritismi. Il supporto rimase quindi confinato a una presenza discreta e informale, con le guardie che si mescolavano ai tifosi sugli spalti e condividevano con loro la passione per il calcio.
Anche se questa storia non ha mai avuto un riconoscimento ufficiale, i legami tra il QPR e la Guardia Reale sono diventati una parte affascinante della storia del club, tramandata di generazione in generazione. Alcuni veterani della Guardia Reale, ormai in pensione, raccontano ancora con orgoglio di quei giorni in cui Loftus Road diventava il loro campo di battaglia calcistico, creando un legame indissolubile tra il Queens Park Rangers e la tradizione della Guardia Reale, pur senza mai impegnarsi finanziariamente.

## Allenatori
| Nome                                         | Naz                         | Da             | Al             | G   | V   | P   | S   | %     |
| -------------------------------------------- | --------------------------- | -------------- | -------------- | --- | --- | --- | --- | ----- |
| James Cowan                                  | Scozia (bandiera)           | agosto 1907    | maggio 1913    | 296 | 128 | 85  | 83  | 43,2  |
| James Howie                                  | Scozia (bandiera)           | agosto 1913    | aprile 1920    | 236 | 85  | 48  | 103 | 36,0  |
| Ned Liddell                                  | Inghilterra (bandiera)      | aprile 1920    | maggio 1925    | 177 | 71  | 42  | 64  | 40,1  |
| Robert Hewison                               | Inghilterra (bandiera)      | agosto 1925    | maggio 1931    | 219 | 80  | 53  | 86  | 36,5  |
| Archie Mitchell                              | Inghilterra (bandiera)      | novembre 1931  | maggio 1933    | 79  | 32  | 18  | 29  | 40,5  |
| Mick O'Brien                                 | Irlanda (bandiera)          | maggio 1933    | aprile 1935    | 84  | 40  | 16  | 28  | 47,6  |
| Billy Birrell                                | Scozia (bandiera)           | aprile 1935    | maggio 1939    | 184 | 85  | 42  | 57  | 46,2  |
| Ted Vizard                                   | Galles (bandiera)           | maggio 1939    | aprile 1944    | 186 | 95  | 29  | 62  | 51,1  |
| David Mangnall                               | Inghilterra (bandiera)      | aprile 1944    | maggio 1952    | 280 | 112 | 74  | 94  | 40,0  |
| Jack Taylor                                  | Inghilterra (bandiera)      | giugno 1952    | maggio 1959    | 341 | 118 | 89  | 134 | 34,6  |
| Alec Stock                                   | Inghilterra (bandiera)      | agosto 1959    | giugno 1968    | 439 | 206 | 104 | 129 | 46,9  |
| Bill Dodgin                                  | Inghilterra (bandiera)      | giugno 1968    | novembre 1968  | 16  | 2   | 5   | 9   | 12,5  |
| Tommy Docherty                               | Scozia (bandiera)           | novembre 1968  | novembre 1968  | 4   | 1   | 0   | 3   | 25,0  |
| Les Allen                                    | Inghilterra (bandiera)      | dicembre 1969  | gennaio 1970   | 4   | 2   | 1   | 1   | 50,0  |
| Gordon Jago                                  | Inghilterra (bandiera)      | gennaio 1971   | ottobre 1974   | 161 | 71  | 55  | 35  | 44,1  |
| Dave Sexton                                  | Inghilterra (bandiera)      | ottobre 1974   | luglio 1977    | 130 | 57  | 32  | 41  | 43,8  |
| Frank Sibley                                 | Inghilterra (bandiera)      | luglio 1977    | luglio 1978    | 45  | 9   | 17  | 19  | 20,0  |
| Steve Burtenshaw                             | Inghilterra (bandiera)      | luglio 1978    | maggio 1979    | 41  | 6   | 13  | 22  | 14,6  |
| Tommy Docherty                               | Scozia (bandiera)           | maggio 1979    | ottobre 1980   | 51  | 20  | 16  | 15  | 39,2  |
| Terry Venables                               | Inghilterra (bandiera)      | ottobre 1980   | maggio 1984    | 166 | 84  | 33  | 49  | 50,6  |
| Alan Mullery                                 | Inghilterra (bandiera)      | giugno 1984    | dicembre 1984  | 26  | 11  | 8   | 7   | 42,3  |
| Frank Sibley (traghettatore)                 | Inghilterra (bandiera)      | dicembre 1984  | giugno 1985    | 28  | 8   | 6   | 14  | 28,6  |
| Jim Smith                                    | Inghilterra (bandiera)      | giugno 1985    | dicembre 1988  | 167 | 67  | 38  | 62  | 40,1  |
| Trevor Francis                               | Inghilterra (bandiera)      | dicembre 1988  | novembre 1989  | 93  | 31  | 30  | 32  | 33,3  |
| Don Howe                                     | Inghilterra (bandiera)      | novembre 1989  | maggio 1991    | 75  | 27  | 21  | 27  | 36,0  |
| Gerry Francis                                | Inghilterra (bandiera)      | maggio 1991    | novembre 1994  | 158 | 59  | 47  | 52  | 37,3  |
| Ray Wilkins                                  | Inghilterra (bandiera)      | novembre 1994  | settembre 1996 | 80  | 31  | 13  | 36  | 38,8  |
| Stewart Houston                              | Scozia (bandiera)           | settembre 1996 | novembre 1997  | 63  | 25  | 15  | 23  | 39,7  |
| John Hollins (traghettatore)                 | Inghilterra (bandiera)      | novembre 1997  | dicembre 1997  | 4   | 1   | 2   | 1   | 25,0  |
| Ray Harford                                  | Inghilterra (bandiera)      | dicembre 1997  | settembre 1998 | 41  | 5   | 18  | 18  | 12,2  |
| Iain Dowie (traghettatore)                   | Irlanda del Nord (bandiera) | settembre 1998 | ottobre 1998   | 2   | 1   | 0   | 1   | 50,0  |
| Gerry Francis                                | Inghilterra (bandiera)      | ottobre 1998   | febbraio 2001  | 125 | 36  | 42  | 47  | 28,8  |
| Ian Holloway                                 | Inghilterra (bandiera)      | febbraio 2001  | febbraio 2006  | 252 | 100 | 71  | 81  | 39,7  |
| Gary Waddock                                 | Irlanda (bandiera)          | febbraio 2006  | settembre 2006 | 23  | 4   | 8   | 11  | 17,4  |
| John Gregory                                 | Inghilterra (bandiera)      | settembre 2006 | ottobre 2007   | 48  | 13  | 12  | 23  | 27,1  |
| Mick Harford (traghettatore)                 | Inghilterra (bandiera)      | ottobre 2007   | ottobre 2007   | 5   | 2   | 2   | 1   | 40,0  |
| Luigi De Canio                               | Italia (bandiera)           | ottobre 2007   | maggio 2008    | 35  | 12  | 11  | 12  | 34,3  |
| Iain Dowie                                   | Irlanda del Nord (bandiera) | maggio 2008    | ottobre 2008   | 15  | 8   | 3   | 4   | 53,3  |
| Gareth Ainsworth (traghettatore)             | Inghilterra (bandiera)      | ottobre 2008   | novembre 2008  | 7   | 2   | 1   | 4   | 28,6  |
| Paulo Sousa                                  | Portogallo (bandiera)       | novembre 2008  | aprile 2009    | 20  | 5   | 10  | 5   | 25,0  |
| Gareth Ainsworth (traghettatore)             | Inghilterra (bandiera)      | aprile 2009    | giugno 2009    | 5   | 1   | 1   | 3   | 20,0  |
| Jim Magilton                                 | Irlanda del Nord (bandiera) | giugno 2009    | dicembre 2009  | 19  | 9   | 6   | 4   | 47,4  |
| Steve Gallen e Marc Bircham (traghettatori)  | e                           | dicembre 2009  | dicembre 2009  | 1   | 0   | 1   | 0   | 0     |
| Paul Hart                                    | Inghilterra (bandiera)      | dicembre 2009  | gennaio 2010   | 5   | 1   | 2   | 2   | 20,0  |
| Mick Harford (traghettatore)                 | Inghilterra (bandiera)      | gennaio 2010   | marzo 2010     | 7   | 1   | 1   | 6   | 14,3  |
| Neil Warnock                                 | Inghilterra (bandiera)      | marzo 2010     | gennaio 2012   | 81  | 33  | 26  | 22  | 40,7  |
| Mark Hughes                                  | Galles (bandiera)           | gennaio 2012   | novembre 2012  | 32  | 8   | 6   | 18  | 25,0  |
| Harry Redknapp                               | Inghilterra (bandiera)      | novembre 2012  | febbraio 2015  | 105 | 36  | 26  | 43  | 36,75 |
| Les Ferdinand e Chris Ramsey (traghettatori) | Inghilterra (bandiera)      | febbraio 2015  | febbraio 2015  | 0   | 0   | 0   | 0   | 0     |
| Chris Ramsey e Kevin Bond (traghettatori)    | Inghilterra (bandiera)      | febbraio 2015  | febbraio 2015  | 2   | 1   | 0   | 1   | 50,0  |
| Chris Ramsey                                 | Inghilterra (bandiera)      | febbraio 2015  | novembre 2015  | 30  | 8   | 6   | 16  | 26,7  |
| Neil Warnock (traghettatore)                 | Inghilterra (bandiera)      | novembre 2015  | dicembre 2015  | 4   | 2   | 1   | 1   | 50,0  |
| Jimmy Floyd Hasselbaink                      | Paesi Bassi (bandiera)      | dicembre 2015  | novembre 2016  | 38  | 11  | 5   | 12  | 28,94 |
| Ian Holloway                                 | Inghilterra (bandiera)      | novembre 2016  | maggio 2018    | 80  | 26  | 14  | 40  | 32,50 |
| Steve McClaren                               | Inghilterra (bandiera)      | maggio 2018    | aprile 2019    | 46  | 16  | 9   | 21  | 34,7  |
| John Eustace (traghettatore)                 | Inghilterra (bandiera)      | aprile 2019    | maggio 2019    | 7   | 2   | 1   | 4   | 28,5  |
| Mark Warburton                               | Inghilterra (bandiera)      | maggio 2019    | attuale        | 11  | 5   | 2   | 4   | 45,45 |

## Calciatori
La maglia numero 31 di Ray Jones è stata ritirata.

### Vincitori di titoli
Campioni del Sudamerica
- Eduardo Vargas (Cile 2015)
- Mauricio Isla (Cile 2015)

Campioni d'Africa
- Seny Dieng (Camerun 2021)

## Palmarès

### Competizioni nazionali
- Coppa di Lega inglese: 1

1966-1967
- Campionato inglese di seconda divisione: 2

1982-1983, 2010-2011
- Third Division: 1

1966-1967
- Third Division South: 2

1945-1946, 1947-1948
- Southern Football League: 2

1907-1908, 1911-1912
- Western League: 1

1906

### Altre competizioni
- West London Observer Cup: 2

1893, 1894
- London Cup: 1

1895
- Southern Charity Cup: 1

1913
- Trofeo Bortolotti: 1

2011
- Wartime League South: 1

1940

## Statistiche

### Partecipazione ai campionati
Alla stagione 2025-2026 il club ha ottenuto le seguenti partecipazioni ai campionati nazionali inglesi:
| Livello | Categoria                    | Partecipazioni | Debutto   | Ultima stagione | Totale |
| ------- | ---------------------------- | -------------- | --------- | --------------- | ------ |
| 1º      | First Division               | 16             | 1968-1969 | 1991-1992       | 23     |
| 1º      | Premier League               | 7              | 1992-1993 | 2014-2015       | 23     |
| 2º      | Second Division              | 13             | 1948-1949 | 1982-1983       | 37     |
| 2º      | First Division               | 5              | 1996-1997 | 2000-2001       | 37     |
| 2º      | Football League Championship | 19             | 2004-2005 | 2025-2026       | 37     |
| 3º      | Third Division               | 36             | 1920-1921 | 1966-1967       | 39     |
| 3º      | Second Division              | 3              | 2001-2002 | 2003-2004       | 39     |

### Competizioni internazionali
| Competizione | Trofeo | Debutto   | Ultima stagione | Miglior risultato | Partecipazioni | G  | V | N | P | RF | RS |
| ------------ | ------ | --------- | --------------- | ----------------- | -------------- | -- | - | - | - | -- | -- |
| Coppa UEFA   |        | 1976-1977 | 1984-1985       | Quarti di finale  | 2              | 12 | 8 | 1 | 3 | 39 | 18 |

### Squadra
- Maggiori presenze allo stadio: 35 353 contro il Leeds Utd 27/04/1974 Division 1
- Miglior vittoria: 13-0 contro il Tavistock 18/07/2011 amichevole
- Peggior sconfitta: 1-8 contro il Manchester United 19/03/1969 Division 1
- Miglior vittoria in Coppa: 8-1 contro il Bristol Rovers 27/11/1937 Primo Turno di FA Cup
- Giocatore più convocato in Nazionale: Alan McDonald 52 Irlanda del Nord
- Maggior numero di presenze: Tony Ingham 548 1950–63
- Giocatore più vecchio schierato: Ray Wilkins 39 anni 352 giorni.
- Giocatore più giovane schierato: Frank Sibley 15 anni 275 giorni.
- Miglior goleador in campionato: George Goddard, 37, Division 3 sud, 1929–30.
- Miglior goleador stagionale: Rodney Marsh, 44 (30 Campionato, 3 FA Cup, 11 League Cup) 1966–67
- Miglior goleador assoluto in campionato: George Goddard, 174, 1926–34.
- Miglior goleador assoluto: George Goddard, 186, 1926 – 34
- Miglior cessione: £6 000 000 dal Newcastle Utd per Les Ferdinand, giugno 1995.
- Acquisto più oneroso: £9 000 000 al Real Madrid per Esteban Granero, agosto 2012.

## Organico

### Rosa 2024-2025
Aggiornata al 5 dicembre 2024.
| N. |                             | Ruolo | Calciatore         |
| -- | --------------------------- | ----- | ------------------ |
| 1  | Francia (bandiera)          | P     | Paul Nardi         |
| 3  | Irlanda (bandiera)          | D     | Jimmy Dunne        |
| 4  | Inghilterra (bandiera)      | C     | Jack Colback       |
| 5  | Inghilterra (bandiera)      | D     | Steve Cook         |
| 6  | Inghilterra (bandiera)      | D     | Jake Clarke-Salter |
| 7  | Inghilterra (bandiera)      | C     | Karamoko Dembélé   |
| 8  | Inghilterra (bandiera)      | C     | Sam Field          |
| 10 | Marocco (bandiera)          | C     | Ilias Chair        |
| 11 | Irlanda del Nord (bandiera) | C     | Paul Smyth         |
| 12 | Svizzera (bandiera)         | A     | Michael Frey       |
| 13 | Inghilterra (bandiera)      | P     | Joe Walsh          |
| 14 | Giappone (bandiera)         | C     | Kōki Saitō         |
| 15 | Galles (bandiera)           | D     | Morgan Fox         |
| 16 | Scozia (bandiera)           | D     | Liam Morrison      |
| 17 | Inghilterra (bandiera)      | D     | Ronnie Edwards     |
| 18 | Slovenia (bandiera)         | A     | Žan Celar          |

| N. |                          | Ruolo | Calciatore          |
| -- | ------------------------ | ----- | ------------------- |
| 19 | Inghilterra (bandiera)   | C     | Elijah Dixon-Bonner |
| 20 | Scozia (bandiera)        | D     | Harrison Ashby      |
| 21 | Inghilterra (bandiera)   | C     | Kieran Morgan       |
| 22 | Suriname (bandiera)      | D     | Kenneth Paal        |
| 24 | Danimarca (bandiera)     | C     | Nicolas Madsen      |
| 25 | Danimarca (bandiera)     | C     | Lucas Andersen      |
| 26 | Algeria (bandiera)       | A     | Rayan Kolli         |
| 27 | Australia (bandiera)     | C     | Daniel Bennie       |
| 28 | Inghilterra (bandiera)   | A     | Alfie Lloyd         |
| 40 | Martinica (bandiera)     | C     | Jonathan Varane     |
| 47 | Corea del Sud (bandiera) | C     | Yang Min-hyeok      |
|    | Kosovo (bandiera)        | C     | Lorent Talla        |
|    | Galles (bandiera)        | P     | Nathan Shepperd     |
|    | Inghilterra (bandiera)   | C     | Harvey Vale         |
|    | Brasile (bandiera)       | D     | Esquerdinha         |